# Clare Winnicott
Clare Winnicott (de soltera Britton ; 1906-1984) fue una trabajadora social y psicoanalista inglesa que ayudó a establecer la profesión de trabajadora social.

## Vida y obra
Clare Britton estudió en Selly Oak School y se graduó como maestra en Birmingham. Trabajó para la Asociación Cristiana de Mujeres Jóvenes (YWCA). [1] Después de tomar un curso de Ciencias Sociales durante un año en la London School of Economics. Britton trabajó con jóvenes deprivados en Merthyr Tydfil, [2] antes de unirse a Donald Winnicott para trabajar con niños evacuados en Oxfordshire, a partir de 1941. Durante la guerra, Britton supervisó cinco albergues de Oxfordshire, donde eran alojados los jóvenes considerados "inadaptados" para los cuales no había sido posible encontrar un hogar estable, a menudo porque sus anfitriones no podían hacer frente a ciertos comportamientos, tales como su falta de continencia. [3]
Clare Britton y Donald Winnicott fueron coautores de dos publicaciones sobre sus experiencias en tiempos de guerra. Gracias a estos trabajos y a su publicación en solitario de 1945 fue nombrada para dirigir el nuevo curso sobre Cuidado Infantil en la London School of Economics de 1947 a 1958. Allí ayudó a establecer el trabajo de casos como un elemento normativo en el desarrollo de la disciplina del trabajo social.
"Clare Winnicott fue una de las líderes de la posguerra en el campo de bienestar infantil de Gran Bretaña".
Mientras trabajaba junto a Winnicott (con quien se casó en 1951), Britton ayudó a desarrollar ideas clave tales como la importancia del juego para los niños y de un entorno contenedor y de lo que llamó "la primera posesión valiosa" de los niños, algo que Winnicott desarrollaría más adelante como objeto transicional .
En los años cincuenta, retomó su formación en Psicoanálisis, siendo analizada primero por Clifford Scott y luego por Melanie Klein. En la práctica del trabajo social entremezclaba la realidad cotidiana del cuidado infantil junto con ideas psicoanalíticas. En ella destacó la importancia de lo que llamó el "tercer objeto" (actividad compartida centrada en la comunicación con el niño), de trabajar con la historia de la vida del niño individual y de la preparación y la capacidad del trabajador social para "vivir a través de la experiencia con el niño lo más plenamente posible, sin negar el dolor y aceptando la tristeza ".

## Escritos destacados
- C. Britton, 'Children who cannot play' (London 1945)
- C. Winnicott, 'Fear of Breakdown: A Clinical Example' International Journal of Psycho-Analysis 61 (1980) 351-7

## Otras lecturas
- J. Kanter ed., Face to Face with Children: The Life and Work of Clare Winnicott (2004)